# Juan Pérez de Loyola
Juan Pérez de Loyola (Azpeitia 1469  -  Nápoles 1498) fue un marino y soldado español que trasladó al último sultán de Granada, Boabdil, y su séquito a su exilio africano en julio de 1493.

## Biografía
Juan provenía de una de las familias más antiguas y nobles de la región. Fue hijo de Beltrán Yáñez de Loyola, señor de la casa de Loyola; y de María Sánchez de Licona. Era el hermano mayor de San Ignacio de Loyola, fundador de la Compañía de Jesús. Además tuvo varios hermanos y hermanas:
- Martín García, quien le sucedió como señor de la casa, con descendencia entre la que se encuentra Martín García Óñez de Loyola.
- Beltrán, que falleció como Juan en las guerras de Nápoles.
- Ochoa, que murió en Azpeitia.
- Hernando, que pasó a la conquista de las Indias Occidentales y murió en tierra firme.
- Pedro López, clérigo y rector de la iglesia parroquial de San Sebastián de Soreasu en Azpeitia.
- Iñigo, capitán castellano que participó en la defensa de Pamplona en 1521 y, tras ello, conocido como San Ignacio de Loyola fundador de la Compañía de Jesús.
- Magdalena casada con Juan López de Gallaiztegui y Ozaeta.
- Marina, casada con Esteban de Aquerza, tronco de los Irarragas e Idiáquez de Azcoitia.
- Catalina, casada con Juan Martínez de Lasao.
- Petronila, casada con Pedro Ochoa de Arriola, vecino de Elgoibar. Fueron padres de Marina Sainz de Arriola que asistió a su santo tío en el hospital de la Magdalena en Azpeitia.
- María.

Además tuvo dos medio hermanos habidos de relaciones ilegítimas de su padre:
- Juan Beltrán[2] (-Azpeitia, 1508), conocido como el "Borte"[Nota 1][3],[4] que casó y tuvo al menos cuatro hijos. Murió asesinado a manos de su pariente, Juan Martín de Urrtegui.
- María Beltrán, casada con Domingo de Arruayo.
- Lope de Olano.

Participó en la guerra de Granada y en 1493 ya era capitán y estaba alistado para  embarcarse con Cristóbal Colón en su segundo viaje a las Indias. Sin embargo, a instancias del Rey Fernando el Católico,  aceptó el mando de una nao de la escuadra que trasladó a Boabdil y su séquito  a África entre julio de 1493 y febrero de 1994.
La nao tenía 250 toneladas y  era propiedad de Pedro de Deva con una tripulación mayoritaria de la localidad de Deva.
Posteriormente, en primavera de 1494  participó  en la conquista de Tenerife  tomando parte en la conocida como Primera Batalla de Acentejo , y poniéndose pocos meses después a las órdenes de Fernández de Córdoba, “el Gran Capitán”,  para marchar a Italia. 

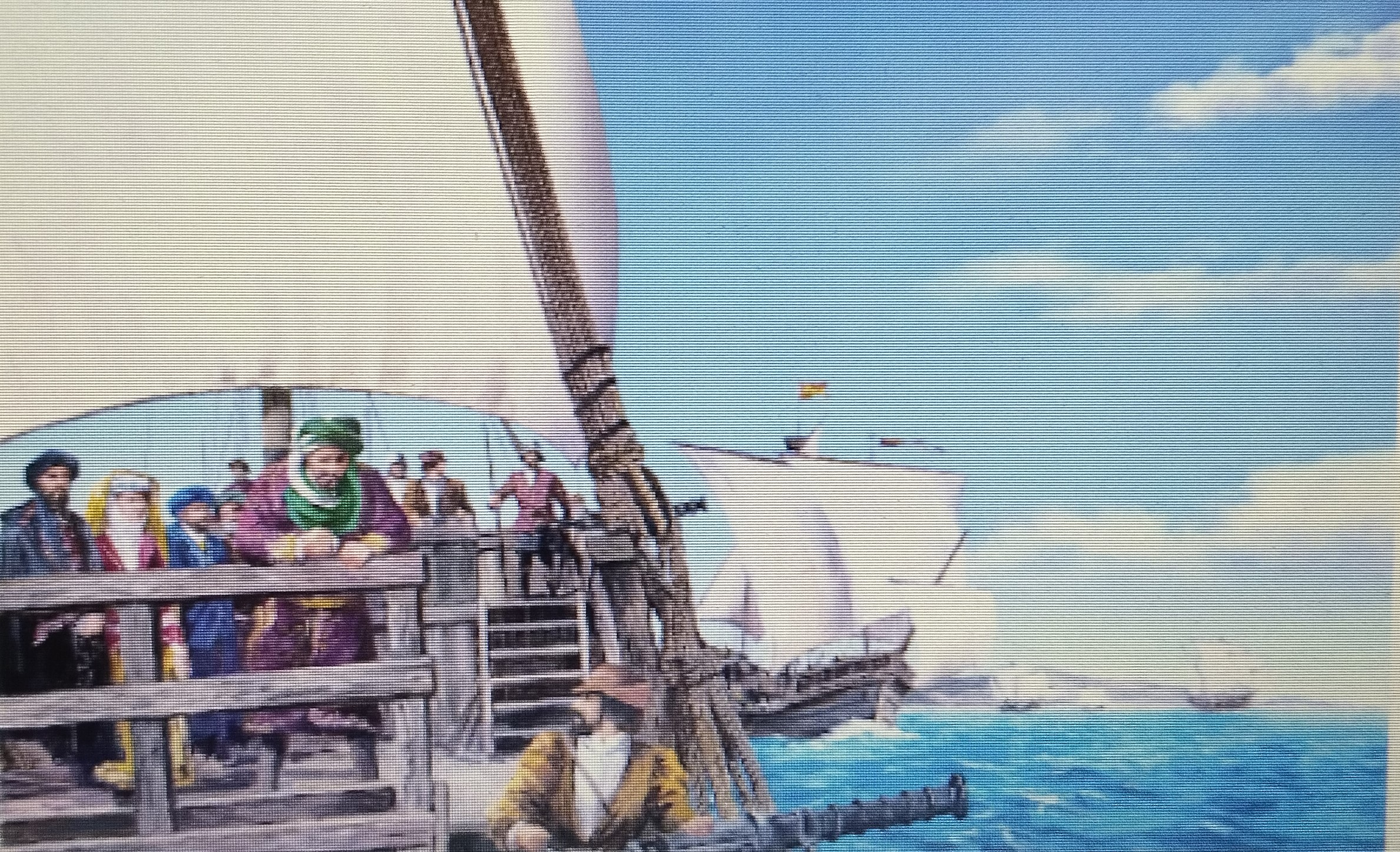
Traslado de Boabdil a su exilio africano

En 1496 Juan contaba ya su propia nave y  participó en la Primera Guerra de Nápoles contra Carlos VIII de Francia, falleciendo en 1498  como consecuencia de las heridas sufridas luchando contra el Gilberto de Borbón-Montpensier.
Está documentado el pleito que mantuvo con la viuda de Pedro de Deva, María Juan de Deva y de Linda, por la propiedad de la nao que gobernó Juan Pérez de Loyola.